# Friedrich Ferdinand von Strantz
Friedrich Ferdinand von Strantz (* 22. September 1741 in Barckow; † 17. November 1793 bei Blickweiler) war ein preußischer Major und Ritter des Ordens Pour le Mérite.

## Leben

### Herkunft
Strantz gehörte der Linie Barkow des Geschlechts Strantz an, das von den ursprünglich edelfreien, aus Thüringen stammenden und seit 1120 nachweisbaren Edlen von Tüllstedt seine Herkunft ableitet. Hermann von Tüllstedt, Burggraf von Leisnig, nahm 1210 den Beinamen Strantz an. Seit 1325 erscheint die Familie mit Hermann, dictus Strantz, in der Mark Brandenburg. Er war der fünfte Sohn von Carl Ernst von Strantz (1707–1790), Herrn auf Barkow, Kreis Greifenhagen, Pommern, und der Luise von Küssow (1714–1745).

### Militärkarriere
Wie für die nachgeborenen Söhne des preußischen Landadels üblich, wählte Strantz den Soldatenberuf. Er trat in die Preußische Armee ein, wurde Infanterist im Infanterie-Regiment von Crousaz und avancierte in der langen Friedenszeit nach dem Siebenjährigen Krieg nur langsam. Im Ersten Koalitionskrieg gegen das revolutionäre Frankreich, inzwischen zum Major aufgestiegen, bewährte er sich so sehr bei einem am 3. Mai 1793 erfolgten Angriff seines Regiments auf Kostheim, dass ihn sein Kommandeur, der Generalmajor von Wegnern, dem König zur Auszeichnung mit dem Orden Pour le Mérite vorschlug. Mit Allerhöchster Kabinettsorder vom 9. Mai 1793 entsprach König Friedrich Wilhelm II. diesem Vorschlag.  „[…] übersende Ich Ihnen hierbei 2 Ordens p.l.m., um sie denjenigen beiden Offiziers [d.i. von Strantz und von Weyher] des Regiments Crousaz von Meintwegen auszuteilen, welche sich beim Angriff auf Kostheim am 3. d. ganz vorzüglich distinguiert haben […]“. Am 17. November 1793 ist Strantz im Gefecht bei Blickweiler an der Saar gefallen.

### Familie
Strantz heiratete 1773 Louise von der Lahr (1737–1807). Sie war die Tochter des Kaufmanns Johann Daniel von der Lahr und der Marianne Kirchpauer von Kirchdorf. Aus der Ehe gingen mehrere Kinder hervor, darunter:
- Ferdinand (1774–1852), preußischer Oberstleutnant ⚭ 1816 Therese von dem Bussche (1784–1833), verwitwete Tschegey
- Frederike (1776–1857) ⚭ 1804 Karl von Byla († 1805)
- Louise (1777–1850) ⚭ 1798 Joseph Freiherr von Gruttschreiber Edler Herr von Czopkendorf (1769–1845), Landrat des Kreises Neustadt in Oberschlesien und Landschaftsdirektor
- Ludwig (1780–1856), preußischer Generalleutnant

⚭ Lucie Gräfin von Maltzahn aus dem Hause Militsch, geschiedene Gräfin von Haugwitz (1796–1834)
⚭ Johanna Dorothea Lier, verwitwete von Schöning (* 1793)
⚭ Emma von Rekowski (1818–1887)
- Gustav Adolf (1784–1865), preußischer Generalleutnant

⚭ 1819 (Scheidung am 22. Mai 1832) Luise Ebing (1787–1845)
⚭ 1833 Franziska Gräfin von Maltzahn-Hoym-Dyhrnfurth (1790–1849), Witwe des Generalleutnants Gustav Kalixt von Biron